# Žehňa
Žehňa, do roku 1948 Žegňa (maďarsky Zsegnya, Szegenye) je obec na Slovensku v okrese Prešov. Leží na západním svahu Slanských vrchů.  První písemná zmínka o obci pochází z roku 1330. Žije zde přibližně 1 300 obyvatel.

## Poloha
Žehňa leží na západním svahu Slánských vrchů v pramenné oblasti potoka Balka. Členěné území leží v nadmořské výšce 325–626 m, střed obce je ve výšce 426 m n. m. Rozloha obce je 16,76 km², z této plochy (2020) připadá 53 % na zemědělskou půdu. Čtyřicet procent zemědělské půdy tvoří lesní porost dubů a buků, na západě je odlesněná část ležící na sopečných horninách. Ze zemědělské půdy 35 % připadá na ornou půdu, kterou tvoří hnědozem, lesní půda a illimerizovaná půda.

## Části obce

### Dúbrava
Dúbrava je malá obec patřící k Žehni. Má asi 150 obyvatel a od Žehně je vzdálena asi 1,5 km. Dúbrava se skládá z jedné hlavní ulice a několika bočních ulic. Některé z ulic jsou nově vybudované pro výstavbu nových domů. V obci se nachází chrám Nejsvětější Trojice, hřbitov, socha patrona hasičů, dvě autobusové zastávky SAD a fotbalové hřiště s altánem. Dúbravou protéká Drienovský potok.

## Historie
První písemná zmínka o obci pochází z roku 1330, kde je uvedena jako Zegnia, přítomnost kostela postaveného ve 13. století však svědčí o dřívější existenci. V roce 1427 se zde platila daň z 19 port. Ves patřila potomkům šlechtice Bodana, v 17. století pak Segneyům, Kecerům a Pillerům. V roce 1828 žilo v 34 domech a 342 obyvatel. Hlavní obživou obyvatel bylo zemědělství, práce v lesích a tkalcovství.
Do roku 1918 patřila obec v Šarišské župě k Uherskému království, poté se stala součástí Československa a následně Slovenska.

## Památky

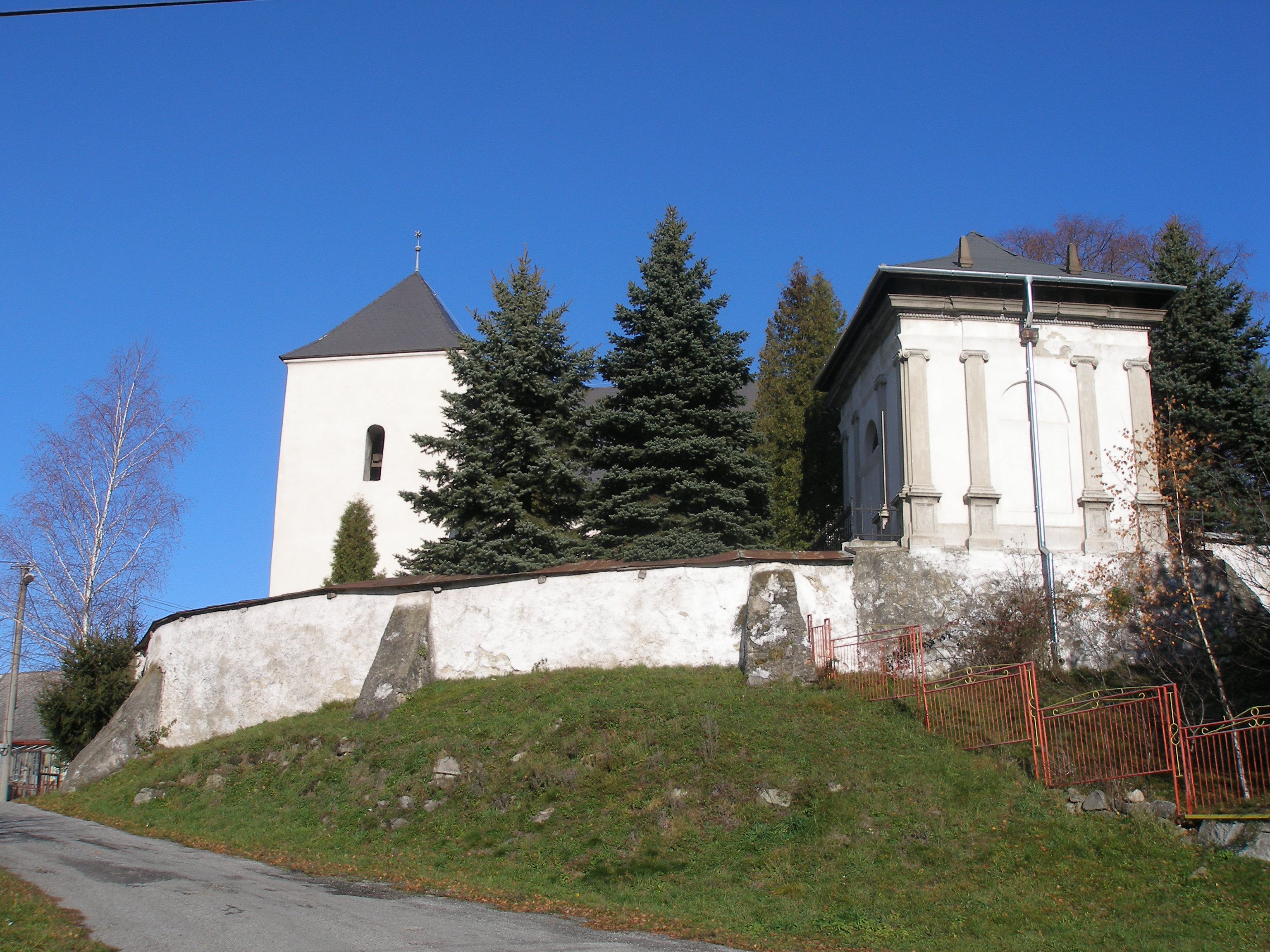
Žehňa – kostel

Nejvýznamnější památkou je románský evangelický kostel přibližně z poloviny 13. století. Nachází se uprostřed opevněného areálu, na mírné vyvýšenině. Architektonicky se jedná o jednolodní stavbu se čtvercovým kněžištěm s křížovou klenbou a půlkruhovou apsidou. Věž kostela je přistavěna k západnímu průčelí. Kostel s románskými a gotickými prvky je ještě starší než první písemná zmínka o obci. Portál na jižní straně lodi a vstup do sakristie pocházejí z období gotiky. Od reformace patří kostel evangelíkům, kteří v 17. století přistavěli věž s křížovou klenbou. Ve věži kostela je zavěšen zvon z poslední třetiny 14. století. Kamenná křtitelnice z tohoto kostela je součástí expozic Východoslovenského muzea v Košicích. Kostel a krypta kostela jsou kulturními památkami Slovenska.